# Zakari El Khalfioui
Zakari El Khalfioui (en arabe : زكاري الخلفيوي), né le 27 février 2008 à Ajaccio, est un footballeur marocain qui joue au poste de milieu offensif à l'AC Ajaccio.

## Biographie

### Carrière en club
Né à Ajaccio en France, Zakari El Khalfioui est formé par l'AC Ajaccio,, où dès la saison 2024-25 il s'illustre avec les moins de 19 ans et l'équipe réserve en National 3.

### Carrière en sélection
D'abord international français avec les moins de 16 ans, il rejoint cependant ensuite la sélection des moins de 17 ans du Maroc à partir de 2024.
En mars 2025 Zakari El Khalfioui est convoqué avec le Maroc pour participer à la Coupe d'Afrique des nations des moins de 17 ans qui a lieu en mars puis avril à domicile,.
Titulaire au poste de milieu offensif lors de la compétition, il s'illustre au sein de l'équipe du Maroc qui atteint la finale de la compétition après sa victoire aux tirs au but face à la Côte d'Ivoire (0-0 dans le temps réglementaire),,. Après un autre match nul et vierge (victoire 4-2 aux tirs au but) face au Mali, les marocains remportent le premier titre de leur histoire dans la compétition,.

## Palmarès

### En sélection
- Maroc -17 ans
  - Coupe d'Afrique des nations
    -  Vainqueur en 2025

  - Championnat d'Afrique du Nord
    -  Médaille de bronze en 2024